# Achatocarpus gracilis
Achatocarpus gracilis es una especie de Magnoliopsida del género Achatocarpus, de la familia Achatocarpaceae, del orden Caryophyllales.

## Distribución
Achatocarpus gracilis se distribuye por México (Colima, Guerrero, Jalisco, Michoacán, Nayarit, Oaxaca, Sinaloa, Sonora) y Nicaragua.

## Taxonomía
Fue descrita científicamente por Heinrich Karl Walter. Fue publicado por primera vez en sección de Phytolaccaceae dentro de Das Pflanzenreich de Engler, en la página 137 (1909).